# شن اونیل (فوتبال)
شن اونیل (انگلیسی: Shane O'Neill؛ زادهٔ ۲ سپتامبر ۱۹۹۳) یک بازیکن فوتبال اهل ایالات متحده آمریکا است.